# سفارة سويسرا في أوكرانيا
سفارة سويسرا في أوكرانيا هي أرفع تمثيل دبلوماسي لدولة سويسرا لدى أوكرانيا. تقع السفارة في كييف وهي تهدف لتعزيز المصالح السويسرية في أوكرانيا.

## وصلات خارجية
- الموقع الرسمي
- قائمة سفارات سويسرا
- قائمة السفارات في أوكرانيا